# Criptoislam
El criptoislam es la adhesión secreta al Islam mientras públicamente se manifiesta profesar otra fe. Los grupos o personas en esta situación son denominados en general "criptomusulmanes". La palabra se ha utilizado principalmente en referencia a los musulmanes españoles y sicilianos durante la Inquisición (es decir, los moriscos y sarracenos, muchos de los cuales utilizaban el aljamiado). Con la expansión del Imperio portugués al Lejano Oriente y la expansión del Imperio español a las Filipinas desde América Latina, los musulmanes filipinos y portugueses también estuvieron sujetos a la Inquisición. 
En el marco de la persecución a la que eran sometidos, los criptomusulmanes pueden haber formado comunidades más o menos clandestinas. Bernard Vincent, en su trabajo «El río morisco» propone la definición de «morisco» como «una comunidad cripotomusulmana española minoritaria».
En menor medida, el concepto de criptoislam también se ha aplicado a distintos grupos musulmanes perseguidos en otros contextos históricos. Durante el reinado de Ana de Rusia muchos musulmanes tártaros que habitaban el imperio fueron presionados o forzados a abandonar su fe. Los "nuevos conversos" permanecieron como criptomusulmanes hasta después de 1905, cuando retornaron abiertamente a sus prácticas originales.

## Ejemplos históricos
Alexo de Castro, nacido en Tidore, una pequeña isla en las Molucas, recientemente ocupadas por los españoles fue acusado de ser musulmán y trasladado a Nueva España para ser juzgado por el tribunal de la Inquisición en México. Frente a su escaso conocimiento de la doctrina cristiana, el tribunal determinó su destierro y lo envió a un convento de religiosos en la Ciudad de México.
Bernarda María Alférez Velasco, nacida en Granada en 1645, impulsó la construcción de la ermita de Nuestra Señora de las Angustias en Nerja y solicitó formalmente que se le concediera el título de «patrona» del templo. Fue juzgada por profesar secretamente la fe musulmana y condenada al destierro por la inquisición en 1729.
Ahmad ibn Qasim al-Hajari, erudito español nacido en Hornachos, Extremadura en 1570, nació en una familia de criptomusulmanes y recibió una educación dual, que incluyó la habilidad para hablar ambas lenguas. Logró huir hacia el norte de África simulando ser un "cristiano viejo". Antes de emigrar fue el traductor de los Libros plúmbeos. Escribió un libro que relata cómo organizó su escape de España a Marruecos, e incluye una refutación de las opiniones católicas sobre Jesús.